# TeenAngels 5
TeenAngels 5 è il quinto album in studio del gruppo musicale argentino TeenAngels, pubblicato il 5 luglio 2011.
È il primo album indipendente della telenovela Teen Angels, e primo insieme alla nuova componente Rocío Igarzábal. L'11 luglio, arriva al primo posto dei venti album più venduti dell'Argentina.

## Tracce
1. Que llegue tu voz – 3:37
2. Y si alguna vez – 3:34
3. Mírame, mírate – 3:50
4. Loco – 3:57
5. Mi corazón – 4:37
6. La vida es mejor cantando – 3:31
7. Lali Espósito – Dime por qué – 4:06
8. Me envenena – 3:15
9. Demasiadas veces – 4:10
10. Pensando en vos (Nuova versione) – 3:14
11. Que llegue tu voz (En vivo) – 3:38

## Formazione
- Peter Lanzani – voce
- Lali Espósito – voce
- Rocío Igarzábal – voce
- Gastón Dalmau – voce
- Nicolás Riera – voce